# Porphyrinia lozostropha
Porphyrinia lozostropha là một loài bướm đêm trong họ Noctuidae.